# The Fuccons
The Fuccons, in originale Oh! Mikey (オー!マイキー?, Oo! Maikii) è una sit-com giapponese creata nel 2002 da Yoshimasa Ishibashi formata da 104 episodi e un film, caratterizzata dal fatto di essere interamente interpretata da manichini immobili.
In patria la serie veniva trasmessa come uno dei vari sketch che componevano la trasmissione TV Vermilion Pleasure Night, mentre in Italia è stata programmata da MTV Italia durante gli intervalli pubblicitari.
Il programma ha come protagonista una famiglia americana, trasferitasi in Giappone, composta dal padre James, dalla madre Barbara e il piccolo Mikey Fuccon. I Fuccon rappresentano la più classica famiglia americana da telefilm, che inserita in un contesto culturale diverso dal proprio, mette in mostra tutti i suoi limiti e le sue ipocrisie. Le avventure di questa famiglia tutta sorrisi e battute surreali sono narrate in episodi autoconclusivi di breve durata (massimo tre minuti).
Benché le inquadrature dinamiche e l'ottimo doppiaggio permettano a The Fuccons di prendere vita sullo schermo, i dialoghi surreali, le risate isteriche e i sorrisi improbabili generano comunque un forte senso di straniamento nello spettatore. La sua originalità e bizzarria ha permesso a questa sit-com di diventare in breve tempo un cult, distribuita in tutto il mondo attraverso una serie di DVD con sottotitoli in inglese.

## I personaggi
- James Fuccon: papà Fuccon, è il capofamiglia. Un uomo d'affari tutto d'un pezzo che all'improvviso si è trasferito con la famiglia dalla natia America fino al lontano Giappone, è lui che con i suoi sorrisi inquietanti e le battutine continue porta l'allegria nella casa. Anche se viene presentato come un uomo buono, servizievole e leale, in realtà nessuno può sospettare che è un traditore che ogni tanto mette le corna alla moglie, che non sa nulla.
- Barbara Fuccon: mamma Fuccon, la donna di casa perfetta. Una casalinga di circa trent'anni in perfetto abbigliamento anni cinquanta, la bocca sempre sorridente e deformata in una smorfia di inquietante sorriso, Barbara si prende cura della casa e dei suoi due uomini, ossia James e Mikey. Secondo fonti non ben confermate (almeno per James), Barbara prima era una prostituta che in seguito conobbe James in una casa d'appuntamenti e se ne innamorò. Da quell'amore, nacque il piccolo Mikey.
- Mikey Fuccon: figlio di James e Barbara. Ha all'incirca dieci anni ed una capacità innata per cacciarsi nei guai. Nonostante non lo faccia mai apposta, fa sempre sì che i guai vengano da lui. È praticamente cotto di Emily, una ragazzina della sua stessa età, figlia di una vecchia fiamma di James. E tutto potrebbe andare bene se non fosse per l'arrivo di Laura, la cugina di Mikey, un'arrivista sfacciata che non si fa scrupolo a prendere ciò che vuole.
- Laura Fuccon: cugina di Mikey, nipote di James, è una ragazzina di circa tredici anni. Con quei capelli biondi, il vestitino carino e il sorriso innocente, nessuno penserebbe che Laura in realtà è peggio del diavolo, capace di fare mille trucchi a danno dei malcapitati di turno (nella maggior parte dei casi la vittima è Mikey). Ma ad un certo punto scopre di avere un lato buono, quando scopre di essere follemente innamorata di Mikey. L'ottimo doppiaggio italiano le ha fornito una voce decisamente irritante.
- Emily: una ragazzina dell'età di Mikey. Anche se non lo dicono mai espressamente, lei è la sua fidanzata. Emily fa di tutto per conquistare Mikey e stare con lui, ma delle volte viene influenzata dalla cattiva compagnia di Laura e diventa una ragazza che, in realtà, non è. Ha un fratello maggiore di nome Brown, un teppistello di quindici anni buono solo a prendersela con i più deboli e segretamente innamorato di Barbara Fuccon.
- Tony & Charles: due gemelli inglesi purosangue che studiano nella stessa scuola di Mikey ed Emily. Uguali in tutto, tranne che nel colore dei loro abiti (Tony ha una camicia gialla mentre Charles ce l'ha celeste), Tony & Charles riescono a far andare in tilt chiunque si trovino a tiro, sia esso Mikey o qualcun altro. Alle volte, però, non riescono a mettersi d'accordo su cosa dire e dicono una cosa completamente diversa l'uno dall'altro, finendo così per dare luogo a improbabili battibecchi. Hanno una madre, Helena, che ha una sorella gemella, Heléna. I due gemelli sono l'esatta fotocopia, in quanto a carattere, della madre e della zia.
- Il maestro Bob: il maestro della scuola dove studiano Mikey, Emily e Tony & Charles. Circa trent'anni portati bene, ha un portamento virile ed un'espressione sempre seria. Potrebbe essere l'uomo perfetto, se non fosse che ha un'eccessiva timidezza che lo porta ad esprimersi bisbigliando. Per questo motivo è perennemente accompagnato dalla madre, una signora sui cinquant'anni che, nonostante l'età, è ancora piacente. Il compito della madre è quello di fargli da interprete e tradurre in linguaggio parlato ciò che il figlio dice sussurrandole all'orecchio. Il maestro Bob, però, ha parlato una sola volta con grande stupore dei suoi alunni.
- La famiglia Kawakita: la controparte dei Fuccons. Se i Fuccons sono, come James stesso definisce, «il prototipo della famiglia felice», i Kawakita sono l'esatto opposto, sempre arrabbiati ed in stato di grave indigenza. Mentre i Fuccons sono arrivati a Tokyo dall'America, i Kawakita ci sono arrivati da Kyoto. La famiglia Kawakita è composta dal padre Mamoru, dalla madre Nobuyo e dal piccolo Satoru: Mamoru è un ubriacone che non ha mai voglia di fare nulla, Nobuyo pensa alla casa e il piccolo Satoru deve sempre sorbirsi i genitori sbraitare. Mamoru e Nobuyo si sono conosciuti nel ristorante del padre di lei: Mamoru lavorava come cuoco, mentre Nobuyo dava una mano come cameriera. Si sono innamorati in una tipica scena da shōjo manga, con la neve... scena praticamente rovinata dalle eccessive obiezioni di lui. Dopo la nascita di Satoru, il loro locale fallì riducendoli a quello che sono ora.
- Miss Tracy: L'insegnante privata di Mikey. Un po' strana come insegnante in quanto veste con abiti molto succinti e si eccita ogni volta che Mikey prova a ripeterle la lezione. Non si sa esattamente cosa facciano lei e Mikey durante le ripetizioni.
- Brown: Brown è il fratello maggiore di Emily. Ha circa quindici anni, veste come un ragazzo di famiglia ricca (maglione verde di lana, pantaloni beige, scarpe marroni di cuoio). È il prototipo del bulletto americano, arrogante e prepotente con i più deboli e agnellino con quelli più forti di lui. La sua vittima preferita è Mikey, e come giustificazione per i suoi soprusi, usa la scusa di non avvicinarsi ad Emily. Ha una forte attrazione per la signora Fuccon.
- Time Boy: Compagno di scuola di Mikey, Time Boy è il classico ragazzino preciso e pignolo, che non deve mai fare degli errori e che se sballa anche solo di un solo minuto sulla tabella di marcia personale, entra in paranoia.
- La principessa Isabella: Principessa arrogante e snob del regno incantato di Blueberry, è inviata dal padre affinché sposi Mikey. Veste come una principessa disneyana ed è affetta da un enorme complesso di superiorità.
- Perché: Compare solo nell'episodio "Un Tipo Curioso". È un ragazzino che ha sempre la mano alzata "perché si alza sempre la mano prima di fare una domanda" e chiede sempre il perché di tutto ("perché ridete?" "perché ha la bocca spalancata?" "perché tiri i calci al pallone?").

## Doppiaggio
| Personaggio    | Voce originale |                  |
| Personaggio    | Voce originale | Doppiatore       |
| -------------- | -------------- | ---------------- |
| Mikey Fuccon   | Urara Urara    | Silvana Fantini  |
| James Fuccon   | Hitoshi Tatano | Luca Sandri      |
| Barbara Fuccon | Chikako Majima | Stefania Patruno |
| Cugina Laura   | /              | Jasmine Laurenti |